# Regina Nitzsche
Regina Nitzsche (* 1951) ist eine deutsche Schauspielerin, Synchron- und Hörspielsprecherin.

## Leben
Über das Leben der 1951 geborenen Regina Nitzsche sind nur lückenhafte Informationen vorhanden. Von 1971 bis 1975 absolvierte sie die Theaterhochschule Hans Otto in Leipzig. Es folgten Engagements in Neustrelitz, Altenburg, Radebeul und Berlin. In einigen Kurzfilmen der DDR-Filmgesellschaft DEFA wirkte sie als Sprecherin und in mehreren Produktionen des Fernsehens der DDR stand sie vor der Kamera. Als Sprecherin wirkte sie auch in neun Hörspielen des Rundfunks der DDR mit. In über 25 Filmen war sie als Synchronsprecherin zu hören.

## Filmografie
- 1980: Alma schafft alle (Fernsehfilm)
- 1981: Jockei Monika (Fernsehserie, 2 Episoden)
- 1886: Zahn um Zahn (Fernsehserie, 1 Episode)
- 1987: Polizeiruf 110: Die alte Frau im Lehnstuhl (Fernsehreihe)
- 1988: Stunde der Wahrheit (Fernsehfilm)
- 1989: Polizeiruf 110: Gestohlenes Glück

## Theater
- 1975: Johann Wolfgang von Goethe: Urfaust (Gretgen) – Regie: Rudolf Donath (Studiotheater im Kulturpalast Dresden)
- 1977: Werner Heiduczek: Mark Aurel oder ein Semester Zärtlichkeit (Yana) – Regie: Christian Bleyhoeffer (Friedrich-Wolf-Theater, Neustrelitz)
- 1978: Eugène Scribe: Das Glas Wasser – Regie: ? (Landestheater Altenburg im Schloss Altenburg)
- 1979: Alexei Arbusow: Märchen vom Alten Arbat – Regie: Christian Bleyhoeffer (Friedrich-Wolf-Theater, Neustrelitz)
- 1980: Dario Fo: Siebtens: Stiehl ein bißchen weniger – Regie: Gertrude Schareck (Landesbühnen Sachsen, Radebeul)
- 1981: Henrik Ibsen: Nora oder Ein Puppenheim – Regie: Martin Meltke (Landesbühnen Sachsen, Radebeul)
- 1983: Lew Tolstoi: Krieg und Frieden (Natascha) – Regie: Peter Krüger (Landesbühnen Sachsen, Radebeul)
- 1985: Küchenlieder: Bis die Locken silbern sind – Regie: Gerd Grasse (Friedrichstadt-Palast – Die Kleine Bühne „Das Ei“, Berlin)
- 1985: Rudi Strahl: Der Stein des Anstoßes (Sabine) – Regie: Klaus Fiedler (Friedrichstadt-Palast – Die Kleine Bühne „Das Ei“, Berlin)
- 1985: Ludvig Holberg: Henrik und Pernille (Pernille) – Regie: Christine Krüger (Die Kleine Bühne „Das Ei“ im Hof des Nicolaihauses in der Brüderstraße, Berlin)
- 1986: Friedrich Hollaender: Leib befrackt – Seele nackt – Regie: Uwe Lohse (Friedrichstadt-Palast – Die Kleine Bühne „Das Ei“, Berlin)
- 1986: Drei Autoren: Hochzeitsgeschichten – Regie: Horst Hawemann (Die Kleine Bühne „Das Ei“ im Hof des Nicolaihauses in der Brüderstraße, Berlin)
- 1988: Molière: Der Arzt wider Willen – Regie: Klaus Fiedler (Friedrichstadt-Palast – Die Kleine Bühne „Das Ei“, Berlin)
- 1989: Julie Schrader: Genoveva oder Die weiße Hirschkuh – Regie: ? (Friedrichstadt-Palast – Die Kleine Bühne „Das Ei“, Berlin)
- 1989: Hugo Müller: An die Luft gesetzt (Amanda Zernikow) – Regie: Peter Rothin (Die Kleine Bühne „Das Ei“ im Hof des Nicolaihauses in der Brüderstraße, Berlin)
- 1990: Kinderrevue: Die Sonne – Regie: Volkmar Neumann (Friedrichstadt-Palast, Berlin)
- 1992: Wolfgang Kohlhaase: Fisch zu viert (Clementine) – Regie: Gerd Grasse (Friedrichstadt-Palast – Die Kleine Bühne „Das Ei“, Berlin)
- 1992: Julie Schrader: Die Cassernower (Salchen Hitzig) – Regie: Fritz Bornemann (Friedrichstadt-Palast – Die Kleine Bühne „Das Ei“, Berlin)
- 1993: Klaus Tudyka: Zum dreisten Hahn – Regie: Eckhard Becker (Ermelerhaus Berlin)

## Hörspiele
- 1969: Petre Luscalov: Überschall IV (Gabriela) – Regie: Detlef Kurzweg (Kinderhörspiel – Rundfunk der DDR)
- 1970: Jelisaweta Drabkina: Blumen für Aljoscha (Olga) – Regie: Detlef Kurzweg (Kinderhörspiel – Rundfunk der DDR)
- 1987: Peter Löpelt: Tante Käthe an Bord (Braut) – Regie: Detlef Kurzweg (Kurzhörspiel aus der Reihe Waldstrasse Nummer 7 – Rundfunk der DDR)
- 1987: Halina Gòrska: Die Blume des Amethyst (Rosana) – Regie: Manfred Täubert (Kinderhörspiel – Rundfunk der DDR)
- 1987: Iris Schilke: Vom Kuckuck, der kein Nest bauen konnte (Rotschwänzchen) – Regie: Maritta Hübner (Kinderhörspiel/Kurzhörspiel – Rundfunk der DDR)
- 1987: Thomas Rosenlöcher: Herr Heinrich, das Ungeheuer (mittleres Geißlein) – Regie: Peter Brasch (Kinderhörspiel/Kurzhörspiel – Rundfunk der DDR)
- 1988: Eckhard Bahr: Verlorene Zeit (Frau Maurer) – Regie: Bert Bredemeyer (Hörspiel aus der Reihe Tatbestand – Rundfunk der DDR)
- 1989: Annelies Schulz: Die Feuerprinzessin (Freundin/Fledermaus) – Regie: Manfred Täubert (Kinderhörspiel – Rundfunk der DDR)
- 1990: Volkstext: Von einem Alten, der Sonne, dem Mond und dem Wind (Tochter) – Regie: Manfred Täubert (Kinderhörspiel/Kurzhörspiel – Rundfunk der DDR)

## Synchronisationen

### Spielfilme
- 1954 (1985): Jane Griffiths als Portia Lansdowne in Sein größter Bluff
- 1954 (1983): Marina Vlady als Liliane Noblet in Vor der Sintflut
- 1955 (1984): Patrizia Della Rovere als Rosetta in Der Wunderknabe
- 1960: Nina Shipman als Laura Howard in Der Spätzünder
- 1976: Miroslava Šafránková als Die kleine Meerjungfrau in Die kleine Meerjungfrau
- 1982: Tatjana Aksjuta als  Wassilissa, die Weise Abenteuer mit der Tarnkappe

### Fernsehserien
- 1964–1970 (1989–1991): Brenda Benetin als Prinzessin Little Fawn in Daniel Boone
- 1981–1991: 3 Schauspieler, 3 Episoden in Jim Bergerac ermittelt
- 1984–1985: Wendy Jane Walker als Saunders, 1 Episode in Sherlock Holmes
- 1984: Veronika Žilková als Jana Vychodilová in Ein Haus mit tausend Gesichtern
- 1987: Masako Katou als Dienstmädchen, 1 Episoden in Eine fröhliche Familie
- 1989–2013: Katy Murphy als Annie, 1 Episode in Agatha Christie’s Poirot
- 1994–2004: Lily Knight als Mary Cochran in Emergency Room – Die Notaufnahme

## Auszeichnungen
- 1969: Preisträgerin im Zeichenwettbewerb der Berliner Zeitung der Gruppe 17 bis 18 Jahre[1]